# 大淀號輕巡洋艦
大淀號輕巡洋艦（日语：／ Ōyodo ?）是日本帝國海軍的輕巡洋艦。艦名來源為宮崎縣內最大的河川大淀川。大日本帝國海軍最後的聯合艦隊旗艦。為昭和十四年度的第四次日本帝國海軍軍備補充計畫中通過建造，日軍在官方文書上稱為巡洋艦丙，又稱丙型巡洋艦。

## 簡介
太平洋戰爭開戰前，日本海軍的對美戰略主張九段決戰，計畫中對美軍的迎擊戰略有一層要靠大型艦隊型潛艦在太平洋中獵殺美軍艦隊。但太平洋太大，單靠潛艦或是艦上搭載的水上偵察機要找到敵軍仍是大海撈針，因此日本帝國海軍計畫建造一種指揮潛艦部隊，裝載較多的偵查機來搜尋敵軍艦隊的偵查巡洋艦；這種巡洋艦需要的不是火力，而是較大的艦載機搭載與長續航力，一開始軍令部甚至認為連主炮和魚雷發射管都不必裝，在後續細節討論會議上才被說服裝備最上級的主炮，魚雷發射管則視情況配置，但在計算船體配重後也沒有空餘配備魚雷發射管了。
在第四次軍備補充計畫中核定建造2艘：136號艦大淀、137號艦仁淀。但最後因對美開戰後軍備建設方向更改，改變使得二號艦的建造計畫中止，只有一號艦大淀號完工服役；大淀號的乘組員多為瓜達康納爾海戰中被擊沉的比叡號戰艦倖存士兵，該艘軍艦原本已有惡名的軍紀管理風格也被移植到本艦上，在大淀號上供奉的神社為宮崎神宮，供奉處為艦橋下部靠主炮射擊指揮所的地方。
大淀級的基本設計是以阿賀野級為藍本放大，但因為滿載噸位為萬噸級，實際上比阿賀野級大上許多；但仍找得到與阿賀野級多數相同的艦體特徵：平甲板式船身、球形艦艏、飛剪式船體設計。但大淀級需要長距離巡航，且肩負潛水艦隊旗艦任務，因此還設計了全艦冷暖氣空調使艦內適居性較為良好，在普遍將噸位分配給武備而犧牲掉適居性的日本軍艦中堪稱異數；大淀號的官兵住艙是使用三層鋁床，不足的增員才使用吊床安置，因為將許多噸位用在防護及適居性改善，因此基本噸位已上看8千噸級，滿載噸位更上萬噸；大淀號的主炮為最上級重巡洋艦拆下的三聯裝155炮，防空炮則是與秋月級驅逐艦相同的雙連裝100公厘炮，以日製巡洋艦來說防空機能相當齊全，在實戰報告內認為兩種火炮合用製造的火網曾有對1萬公尺距離外12架美軍戰機編隊造成擊墜8架的傷害，評價上相當好；主機與翔鶴級使用的款式相同，艙間設計也因噸位較為充足因此規劃了每個鍋爐、6座蒸氣渦輪引擎皆以單獨艙間隔離，強化生存性，蒸氣渦輪引擎也採用同樣的單獨艙間隔離設計。鍋爐排煙則採取了日本戰艦普遍使用的整合型煙囪增加甲板利用空間，因此大淀級得以在安裝了大型機庫後甲板仍有足夠空間設置一組長44.5公尺的彈射器，艦體後側右方設置了一台起重機作為回收水上飛機使用。
1941年2月14日大淀號在吳海軍工廠第三船台開工，1942年3月10日命名，同年4月2日在海軍工廠職工及靠泊軍艦人員約5,000人觀禮中下水，4月內訂將編入橫須賀鎮守府，1943年2月28日完工。
由於為大淀號開發的紫雲水上偵察機因技術不成熟而失敗，使得偵查機能並不健全；加上對美戰略改變，潛水艦隊旗艦的功能已變得無意義。完工後的大淀號先是在吳港至橫須賀間海域訓練，同時間和她一同訓練的包括新月號驅逐艦，以及在瀨戶內海培訓艦載機組員的龍鳳號、鳳翔號。在1943年5月上旬阿圖島戰役爆發趨勢明顯後，大淀號與航艦部隊一同集結在橫須賀待機；但是盟軍很快地就夷平阿圖島防禦部隊，因此在5月31日集結的軍艦一同往西日本集中訓練，包括航艦（翔鶴、瑞鶴、瑞鳳），巡洋艦（最上、大淀），驅逐艦隊（新月、初月、涼月、時雨、有明）。
自1943年12月起，聯合艦隊計劃強化南太平洋補給，補給線為日本本土-楚克-卡維恩，補給任務作戰代號為『戊号輸送作戦』；大淀號原本不在計劃編列中，但在12月25日大和號戰艦遭美軍潛艦魚雷命中受損，大淀號替代大和號參與戊三號第二部隊運輸任務。大淀號主要作為護航船團使用，且運氣很好的在2月10日離開楚克，躲過幾天後近乎毀滅性的空襲災難，在2月24日自日本本土出發為塞班島運輸補給物資；在1944年3月大淀號改裝為聯合艦隊旗艦，並在同年5月4日至9月29日擔任5個月的旗艦任務。為了容納司令部相關機能，大淀號撤除大型彈射機，更換成一般巡洋艦普遍使用的火藥式彈射機與水上偵察機；機庫隔成3層建築，最上層為幕僚寢室，中層為幕僚辦公室和作戰室，底層為司令部與雜物間。但是聯合艦隊情報參謀中島親孝中校回憶這種由金屬結構與漆上防火塗料改裝的建築待久了讓人頗不舒服，況且聯合艦隊長官與幕僚長的官廳仍然設計在艦橋下方，這些官根本不會特地走甲板到後方辦公，而是直接利用航海艦橋下方的小間作戰室；改裝出來的司令部艙室配置本身就充滿很多瑕疵，而且增加的上層結構重量讓船隻的穩定性下降，因此操艦還特別交代在全速狀態轉舵可能會造成船體15-20度之傾斜，還會造成高射炮上彈機無法使用，要特別當心。
大淀號並沒有因為旗艦改裝工程而增設通信設備，所以擔任旗艦時的大淀號無論是火力、防護力、觀通性能都是可有可無的狀態，因此艦長在戰報中認為未來應該要增加船側隔艙增加浮力改善本艦的穩定性；而基層更抱怨乾脆把司令部設備拆了換成2組四連裝魚雷發射管還比較實際。後來聯合艦隊司令部轉移到慶應義塾大學（日吉）的地下指揮所。而大淀號被解除了聯合艦隊旗艦的任務，變回輕巡洋艦，雖然大淀號在巡洋艦中火力較貧弱，與較差的操艦性，但她終究是聯合艦隊具有較強防空能力的大型艦艇，因此1944年後的大型海戰大淀號便作為撐場台柱運用。此後參加了雷伊泰灣海戰（無事生還）、禮號作戰（勝利）、北號作戰（成功）等，直到1945年7月24日於江田島灣內被美軍艦載機空襲命中4發500磅炸彈，右傾覆轉著底；7月28日再度遭到空襲，為了避免傾斜加劇翻船，大淀號艦長決定開啟海底門將艦內灌水，由於停泊處位於淺灘，大淀號就維持右傾橫躺的姿態至戰爭結束。
1947年（昭和22年）9月18至9月20日，大淀號在技術人員的協助下重新浮航，並在1947年12月20日拖到吳港；最後在1948年1月17日至8月1日完成解體。

### 同型艦
- 仁淀號輕巡洋艦（中止建造）

除了大淀級兩艘，日本軍方曾有計畫以大淀級船體重新設計一艘裝有12門九八式高射炮的防空巡洋艦，但是因造價過於高昂而放棄構想。

## 歷代艦長

### 艤裝軍官
1. （兼）田原吉興 大佐：1942年12月31日 - 1943年1月19日
2. 富岡定俊 大佐：1943年1月20日 - 1943年2月27日

### 艦長
1. 富岡定俊 大佐：1943年2月28日 - 1943年8月28日
2. 篠田勝清 大佐：1943年8月29日 - 1944年5月5日
3. 阿部俊雄 大佐：1944年5月6日 - 1944年8月14日
4. 牟田口格郎 大佐：1944年8月15日 - 1945年2月24日
5. 松浦義 大佐：1945年2月25日 - 1945年5月14日
6. 田口正一 大佐：1945年5月15日 -

## 註腳
1. 1 2 3 4 5 6 7 8 9 10 11 12 13 14 15 16 17  #昭和造船史第1巻784-785頁。
2. ↑  #日本巡洋艦史148頁。
3. ↑  #軽巡阿賀野型・大淀p.60。
4. ↑  #軽巡阿賀野型・大淀p.66。
5. ↑  #軽巡阿賀野型・大淀p.36、落合康夫「『軽巡大淀』行動年表」。
6. 1 2 3  「二等巡洋艦 一般計画要領書 附現状調査」30頁。
7. ↑  「二等巡洋艦 一般計画要領書 附現状調査」2頁の計画値「註.上記ノモノハ昭和十四年十月六日艦本機密決第五三一号ニ依ル基本計画当初ノモノヲ示ス」。
8. 1 2 3 4  「二等巡洋艦 一般計画要領書 附現状調査」38頁。註として「1) 上記計画ハ昭和14年10月6日艦本機密決第531号ニ依ル基本計画当初ノモノヲ示ス 2) 上記現状ハ昭和18年2月17日施行ノ重心公試(呉)成績書ニ依ル」
9. 1 2  「二等巡洋艦 一般計画要領書 附現状調査」2頁の現状値。
10. ↑  #JapaneseCruisersp.642.
11. 1 2 3  #鈴木範樹「軽巡『大淀』に装備された航空兵装」
12. 1 2  「二等巡洋艦 一般計画要領書 附現状調査」14頁。
13. ↑  #海軍造船技術概要p.364。
14. 1 2  「二等巡洋艦 一般計画要領書 附現状調査」4頁。
15. ↑  #海軍艦艇公式図面集12.巡洋艦・大淀昭和18年、#日本海軍艦艇公式図面集2軽巡大淀一般艤装図 艦橋諸平面（新造時）
16. 1 2  #JapaneseCruisersp.627.
17. ↑  #世界巡洋艦物語「あ号作戦後の兵装増備の状況調査」354,356頁。
18. ↑  「二等巡洋艦 一般計画要領書 附現状調査」6頁の現状値。
19. ↑  #日本海軍艦艇公式図面集2畑中省吾之解説文。
20. ↑  #大淀生涯、172、270頁
21. ↑  昭和13年9月19日付 海軍省『昭和14年度海軍軍備充実計画細項ニ関スル対大蔵省説明資料』、昭和13年7月11日付 艦政本部総務部第一課『次期補充計画艦種ノ仮称ニ関スル件覚』など。
22. ↑  福井靜夫『日本巡洋艦物語』光人社321、322、328頁
23. ↑  #指揮官たちの太平洋戦争241頁
24. 1 2  #海軍造船技術概要p.362。
25. ↑  #海軍造船技術概要pp.362-363。
26. ↑  #庭田、建艦秘話31頁『7.軽巡大淀について』
27. ↑  #大淀生涯、224頁
28. ↑  #大淀生涯、184頁
29. 1 2 3  #大淀生涯、172-173頁
30. ↑  #大淀生涯、214頁
31. ↑  #大淀捷1号、48頁
32. 1 2 3  雑誌　丸　2011年10月号
33. 1 2  #庭田、建艦秘話32頁
34. ↑  #達昭和17年3月(1)p.10『達第六十六號　呉海軍工廠ニ於テ建造中ノ巡洋艦一隻ニ左ノ通命名セラル｜昭和十七年三月十日　海軍大臣嶋田繁太郎｜二等巡洋艦　大淀（オホヨド）』
35. ↑  #内令昭和17年4月(3)p.21『内令第六百八號　軍艦 大淀　右本籍ヲ横須賀鎮守府ト定メラル｜昭和十七年四月二日　海軍大臣嶋田繁太郎』
36. ↑  #S1801呉鎮日誌(4)p.42『廿八日一一〇〇呉鎮長官|海軍大臣(略)軍艦大淀二月二十八日授受結了』
37. ↑  #叢書29北東方面519-521頁『一般情勢と聯合艦隊の状況』
38. ↑  #S1805四水戦日誌(1)p.71『31日(天候略)|一.27dg(白露欠)0900内地西部ニ向ケ横須賀発(1sf大淀最上直衛)』
39. ↑  #高松宮日記6巻327-328頁『○第三艦隊(三一-一〇一八)第三戦隊(「金剛」欠)、第七、第八、第十戦隊(「阿賀野」「風雲」「雪風」「浜風」「谷風」「嵐」)、以上五-三〇、第一航空戦隊、「最上」「大淀」、第二十駆逐隊(「白露」欠)、第六十一駆逐隊(「秋月」欠)、「新月」、以上五-三一、「横」発。《第三艦隊、機動作戦ヲ中止、内海西部ニテ訓練》』
40. ↑  #大淀生涯、241-242頁
41. 1 2 3  #聯合艦隊作戦室、189頁
42. 1 2   #大淀捷1号、44頁
43. ↑  #大淀捷1号、51頁
44. 1 2  #大淀捷1号、43頁
45. ↑  福井静夫『日本巡洋艦物語』光人社 341～346頁
「日本海軍の防空巡洋艦構想」

## 關聯項目
- 大日本帝國海軍艦艇一覽

## 外部連結
- Tabular record of movement（页面存档备份，存于） from combinedfleet.com（页面存档备份，存于）
- Cruiser light 'Oyodo' (1941)[永久]本艦の写真とスペックのあるページ。（英語）